# Ruellia spissa
Ruellia spissa är en akantusväxtart som beskrevs av Emery Clarence Leonard. Ruellia spissa ingår i släktet Ruellia och familjen akantusväxter. Inga underarter finns listade i Catalogue of Life.